# Sébastien Faure
Sébastien Faure (Saint-Étienne, Loira 1858 - Royan, Charente Marítim 1942) fou un polític i pedagog francès.
Estudià a un seminari per a capellà, però abandonà els estudis per motius familiars. Posteriorment ingressà al Partit Socialista Francès però el 1888 l'abandonà per a abraçar l'anarquisme.
Fundà els diaris L'Agitation (1892) amb Louise Michel i Le Libertaire (1895). El 1894 fou implicat en el Procés dels Trenta i durant l'afer Dreyfus va defensar la innocència d'Alfred Dreyfus.
Fundà una escola-orfenat a Rambouillet, anomenada “La Ruche” (1905) i el 1918 fou empresonat per fer mítings contra la Primera Guerra Mundial. El 1936 visità Espanya convidat per la CNT, ja que les seves idees pedagògiques s'havien difós mercè La Revista Blanca.
Fou un dels iniciadors de l'Enciclopèdia Anarquista.

## Obres
- Philosophie libertaire (1895)
- La douleur universelle (1895)
- Mon communisme (1921)
- L'imposture religieuse (1923)
- Propos subversifs